# Bezirk Tamsweg
Der Bezirk Tamsweg ist ein politischer Bezirk des österreichischen Bundeslandes Salzburg.
Er ist deckungsgleich mit der geografischen Region Lungau, einem der fünf historischen Gaue Salzburgs (→ Land Salzburg. Landschaften), und liegt im Südosten des Bundeslandes. Lungau ist gleichzeitig in der amtlichen Statistik die Bezeichnung für die Region AT321, eine der drei Salzburger NUTS-3-Regionen, die ebenfalls deckungsgleich mit diesem Bezirk ist. Tamsweg ist der einzige Bezirk in Österreich, in dem keine einzige Stadtgemeinde liegt oder dessen Bezirkshauptort keine Stadt ist.

## Geographie
Der Bezirk Tamsweg grenzt im Westen an den Salzburger Bezirk St. Johann im Pongau, im Norden an den steirischen Bezirk Liezen (Expositur Gröbming), im Osten an den steirischen Bezirk Murau und im Süden an den Kärntner Bezirk Spittal an der Drau.
Der Lungau ist eine knapp über 1000 Quadratkilometer große Talschaft, die von den Hohen Tauern (Hafnergruppe) im Westen, den Niederen Tauern (Radstädter- und Schladminger Tauern) im Norden und Osten sowie von den Gurktaler Alpen (Nockberge) im Süden umgeben ist.
Von Norden her ist der Lungau auf der Straße über den Radstädter Tauernpass oder durch den Tauerntunnel der Tauernautobahn erreichbar. Aus östlicher Richtung gelangt man in den Lungau über die Murtalbundesstraße, die Krakauebene oder mit der Murtalbahn. Von Kärnten im Süden her ist der Bezirk auf der Passstraße über den Katschberg, durch den Katschbergtunnel oder durch das Bundschuhtal zu erreichen. Aus dem Westen gibt es keinen direkten Straßenzugang zum Gebiet des Lungaus.
Entwässert wird der Lungau mit Ausnahme des Flüsschens Krems, das in die Kärntner Lieser mündet, ausschließlich über die Mur, den Hauptfluss der Steiermark, der im Westen des Bezirks Tamsweg entspringt.

## Geschichte
Seit dem 2. Jahrhundert v. Chr. zählte das Gebiet des heutigen Lungaus zu Norikum, einem keltischen Königreich. 15 v. Chr. wurde es von den Römern besetzt und 50 n. Chr. zu einer römischen Provinz. Ab 488 wurden unter Odoaker die Romanen nach Italien abgezogen. Ende des 6. Jahrhunderts begann die slawische Besiedlung, die ab dem 7. Jahrhundert vom unter awarischer Herrschaft stehenden Karantanien verwaltet wurde. Im 8. Jahrhundert suchte Karantanien die Unterstützung des Stammesherzogtums Baiern und geriet in der Folge in dessen Machtbereich, dem das Gebiet bis zum frühen 14. Jahrhundert unterstand. Die bairische Besiedlung selbst begann im Lungau jedoch erst im Laufe des 10. Jahrhunderts und drang in die Seitentäler nur langsam vor – bis dahin war die Bevölkerung überwiegend alpenslawisch, was sich bis heute in vielen slawischstämmigen Ortsnamen (z. B. endend auf -itz oder -ach) sowie Haus- und Flurtypen niederschlägt.
Der Name Lungouue ist seit 923 bezeugt und wird auf den indoeuropäischen Gewässernamen *Luna zurückgeführt, welcher möglicherweise die Taurach bezeichnet. Eine Grafschaft Lungau ist schon 1103 belegt.
Von 1328 bis zum Jahr 1803 dauerte dann die Herrschaft der Salzburger Fürsterzbischöfe. Im Lungau waren die Lehren Martin Luthers früh verbreitet worden, erste Hinweise datieren aus dem Jahre 1534. Eine Rolle spielten dabei Prediger aus der angrenzenden Steiermark, wie Jörg Schratl, der schon 1528 in Stadl an der Mur gegen den Papst auftrat. Nach dem Augsburger Religionsfrieden 1555 kam es in den folgenden 100 Jahren von Seite der Salzburger Erzbischöfe immer wieder zu Maßnahmen gegen die evangelischen Glaubenserneuerer. Um 1578 kam etwa der Erzbischof selbst mit Truppen in den Lungau, ließ die Rädelsführer gefangen nehmen, nach Hallein überstellen und dort hinrichten. Im Jahre 1605 wurde an Fürsterzbischof Wolf Dietrich von Raitenau berichtet, dass viele Lungauer sektische und lutherische Stücke redeten und sängen. Der Reformeifer des Erzbischofs war aber durch seine persönliche Lebensführung und mehrere politische und wirtschaftliche Schwierigkeiten erlahmt, so dass er keine vollständige Offensive zur Rekatholisierung mehr angehen konnte.
Erst sein Nachfolger Markus Sittikus führte 1613 eine Generalvisitation durch, bei der u. a. festgestellt wurde, dass die Mehrzahl der Landpfarrer im Konkubinat lebte und Kinder hatte, worauf eine scharfe Disziplinierungsphase folgte. Danach konnte zwar durch die Bekehrung der „sektischen Untertanen“ die Einheit des Glaubens wiederhergestellt werden, später wurde aber festgestellt, dass jene bloß eine äußerliche geblieben wäre, was als Kryptoprotestantismus bezeichnet wurde. Auf Anordnung von Erzbischof Paris von Lodron übernahm 1633 der Kapuzinerorden die Seelsorge im Lungau, um die Bevölkerung dauerhaft zu rekatholisieren. Sie erneuerten 1636 die „Corporis Christi und St.Leonhardsbruderschaft“ und mit deren Hilfe wurden theatralische Prozessionen inszeniert. Diese Periode wurde 1781 durch die Auflösung der Kapuzinerordens in Tamsweg durch den aufgeklärten Erzbischof Colloredo beendet. Nach dessen Abdankung 1803 kam das Gebiet kurze Zeit wieder unter bayerische Verwaltung und 1816, wie ganz Salzburg, zu Österreich.
Mit der Entstehung eines eigenen Kronlandes Salzburg im Jahre 1848 erfolgte die Herausgabe einer eigenen Landesverfassung, die auch eine Neuregelung der Landesverwaltung und die Einführung der Gemeindeordnung mit sich brachte. Zuvor war Salzburg von Linz aus regiert worden. 1880 wurde der Lungau als „ärmste“ Region im Land Salzburg bezeichnet. Grund dafür war seine geografische Abgeschlossenheit. Erst nach dem Anschluss an das Eisenbahnnetz durch die Murtalbahn 1894 und dem Bau der Tauern Autobahn ab 1971 erstarkten Handel und Wirtschaft im Lungau, wobei die Beschäftigtenzahl im Lungau im Vergleich zum ganzen Bundesland seit der Eröffnung der Autobahn bis 1991 um 9,4 % abnahm, weil der Pendlerverkehr in auswärtige Ballungszentren angekurbelt wurde: fast jeder dritte Lungauer Erwerbstätige pendelte 2014 aus.

## Wirtschaft
Der Bezirk Tamsweg ist ein beliebtes Urlaubsziel. In der Saison 2022/23 verzeichnete er fast 1,6 Millionen Nächtigungen, davon über 0,4 Millionen in der Gemeinde Tweng und damit dem Lungau zuzurechnenden Teil von Obertauern. Die Region bietet sommers wie winters zahlreiche Sportmöglichkeiten. Zudem werden die Natur, kulturelle Besonderheiten und technische Objekte touristisch beworben. Diesbezüglich spielt unter anderem die Schmalspurbahn von Mauterndorf in die steirische Gemeinde Unzmarkt eine Rolle. Die Bahn ist heute in betrieblicher Hinsicht in die Taurachbahn und in die Murtalbahn geteilt.
Weitere wichtige Branchen sind die Milchproduktion und Forst- und Holzwirtschaft, wobei etwa zwei Drittel der Holzproduktion in den Export, vor allem nach Italien, gehen.

## Kultur

### Sakrale Sehenswürdigkeiten

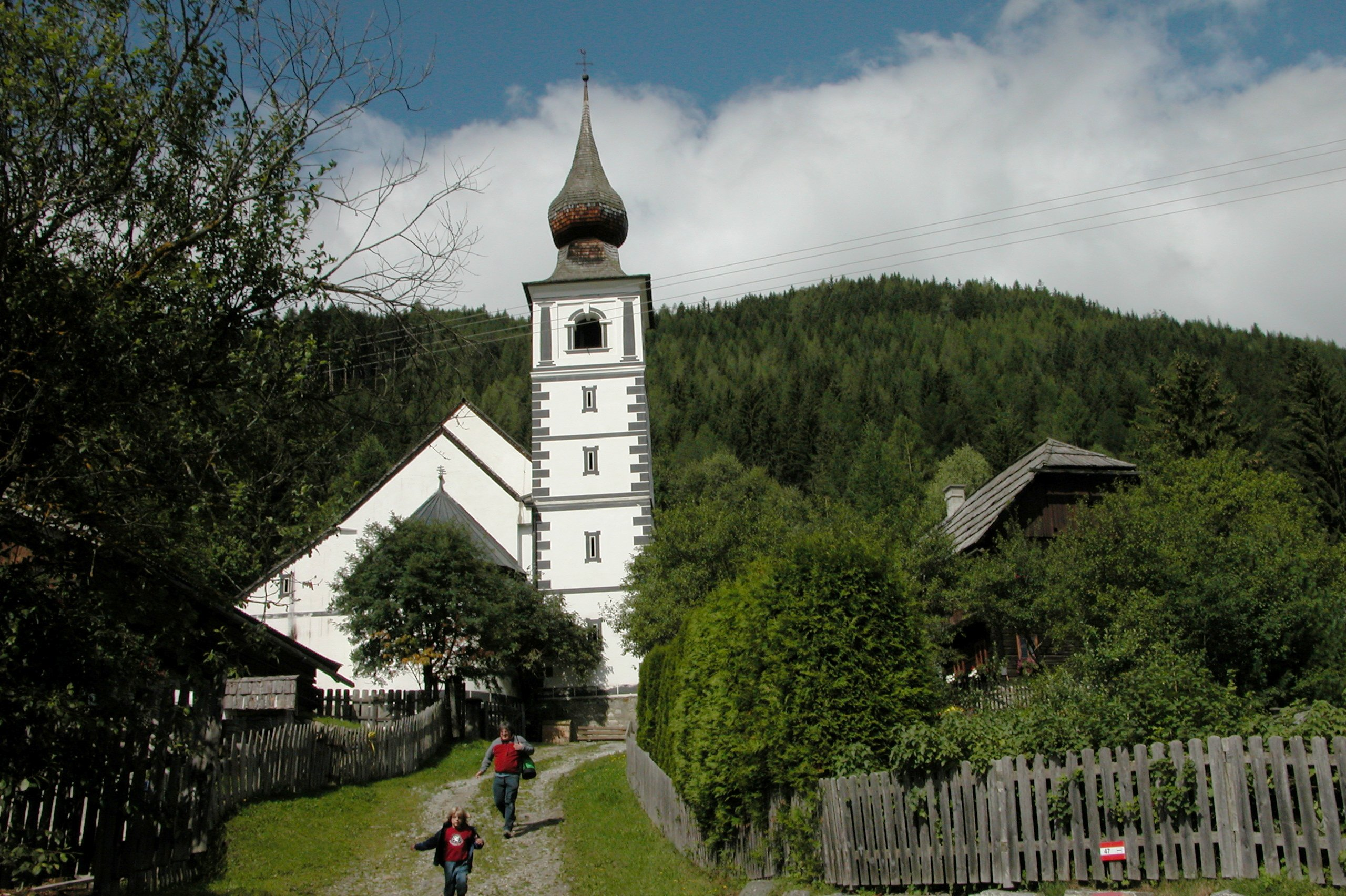
Die Kirche St. Rupert von Weißpriach im Lungau

Aufgrund seiner Lage am Tauernübergang und dem zeitweiligen Wohlstand auf der Grundlage von Bergbau und Montanindustrie entstanden unter anderem mehrere Kirchenbauten von überdurchschnittlicher Qualität. Von überregionaler Bedeutung sind die Kirche St. Rupert in Weißpriach mit ihren byzantinischen und romanischen Fresken sowie die Wallfahrtskirche St. Leonhard ob Tamsweg. Als sehenswert gelten weiters die Pfarr- und Wallfahrtskirche in Mariapfarr, die im 18. Jahrhundert im Rokoko-Stil erneuerte Urpfarre des Lungaus in Mariapfarr-Althofen sowie die beiden Kirchen in Sankt Margarethen im Lungau und die gotische Kirche von Sankt Andrä im Lungau.

### Profanbauten

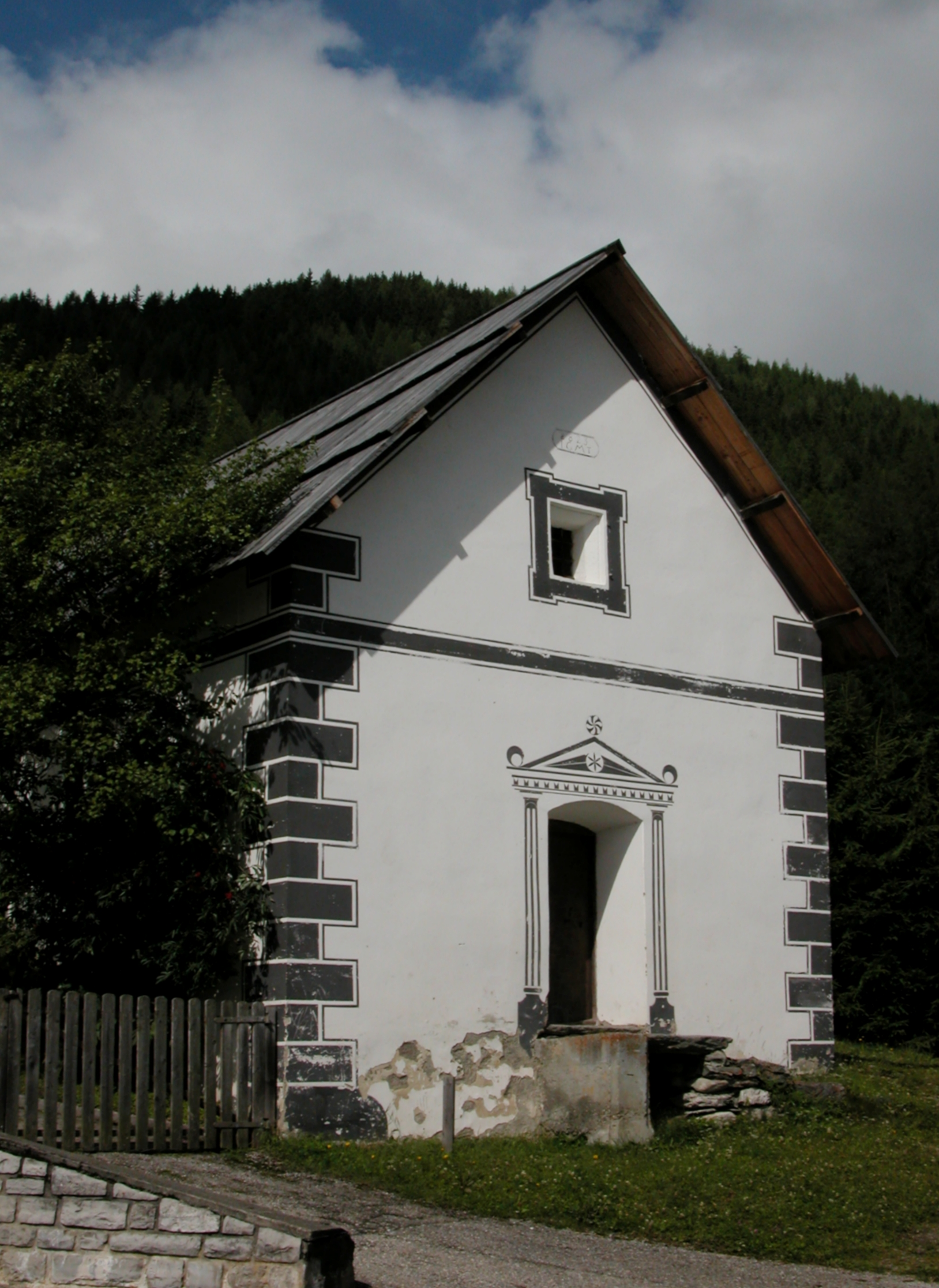
Getreidekasten im Lungau

Hauptsächlich in den Seitentälern des Lungaus finden sich zahlreiche alte Bauernhöfe, teils als Einhäuser, teils als Paarhöfe, die entweder in Blockbauweise gezimmert, als Steinbau errichtet oder aus einem steinernen Erdgeschoß mit aufgesetztem hölzernen Dachgeschoß anzutreffen sind. Meist als Blockbau sind auch viele historische Almhütten gebaut. Typisch für den Lungau sind die gemauerten und meist aufwändig verzierten Getreidespeicher, die sogenannten Troadkästen (Getreidekästen), die sich bei vielen Bauernhäusern finden und in den letzten Jahren in großer Anzahl restauriert wurden.
Nicht zuletzt aufgrund seiner wichtigen Lage für den Verkehr besaß der Lungau im Mittelalter eine Vielzahl von Burgen, die großteils nicht mehr oder nur als Ruinen erhalten sind. Drei dieser Burgen wurden vor 1900 restauriert: Schloss Moosham, die Burg Mauterndorf im gleichnamigen Ort und die Burg Finstergrün in Ramingstein, die aus einer weitgehend verfallenen Ruine wiederaufgebaut wurde.

### Technische Denkmäler
Über Jahrhunderte wurden im Lungau Gold, Silber, Nickel, Cobalt, Talk, Arsen und andere Mineralien abgebaut sowie diese verhüttet. Neben vielen eher unscheinbaren Hinterlassenschaften gelten heute der Hochofen in Bundschuh in der Gemeinde Thomatal, das für Besucher zugängliche, 1780 aufgegebene Silberbergwerk in Ramingstein, sowie die Erzwege in Ramingstein und der Erzweg durch die Zinkwand, das höchstgelegene begehbare Bergwerk Europas. Die Stollen des Arsenkies-Bergbaus beim Rotgüldensee sind zwar gut erhalten, aber nicht öffentlich zugänglich.
Als zeitgenössisches technisches Denkmal wird der Rotgüldensee gesehen, ein mit einer Öko-Staumauer aufgestauter, ehemals natürlicher Bergsee, der zu einem Pumpspeicherwerk ausgebaut wurde.

### Zeitgenössische Kunst & Kultur
Seit 1974 organisiert im Lungau die Lungauer Kulturvereinigung (LKV) künstlerische und kulturelle Veranstaltungen. Die LKV verfügt über ein eigenes Kulturzentrum „die künstlerei“ mit eigenem Kino, über die Galerie „Kunsthalle für alle“, über ein eigenes Theaterensemble „Theater MOKRIT“ und zeigt sich für rund 350 Veranstaltungen im Jahr verantwortlich.

### Brauchtum

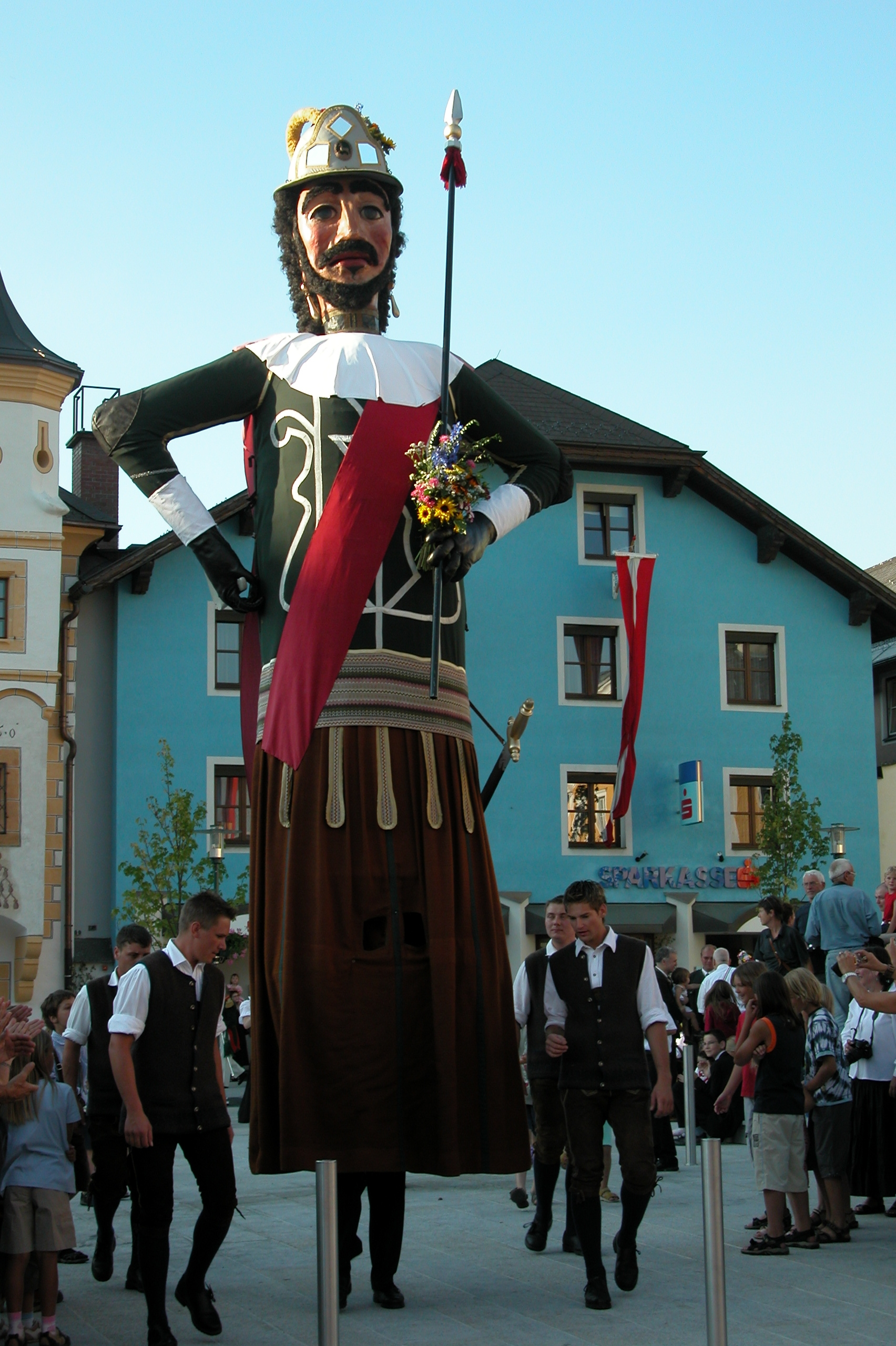
Der Tamsweger Samson

Ein weithin bekanntes kulturelles Merkmal dieser Region stellen die sogenannten Samsonumzüge dar, die in zehn Orten des Lungaus und in zwei angrenzenden Orten in der Steiermark stattfinden. Erstmals im Jahr nach der Fronleichnamsprozession und danach noch öfters bis September wird die in jedem Ort eigens vorhandene, rund sechs Meter hohe Samsonfigur durch den Ort getragen, wobei in der Hälfte der Fälle der riesenhafte Samson von zwei Zwergenfiguren begleitet wird. Der Höhepunkt eines Umzuges sind die von einem „Samsonwalzer“ begleiteten Ehrentänze.

## Angehörige Gemeinden
Der Bezirk Tamsweg umfasst 15 Gemeinden, darunter keine Stadt- und 4 Marktgemeinden. Die Einwohnerzahlen stammen vom 1. Jänner 2025.
In der für die amtliche Statistik der Europäischen Union geführten NUTS-Gliederung ist der Lungau eine von den im Bundesland Salzburg vorhandenen drei Gruppen von Bezirken (Ebene NUTS:AT-2), trägt den Code AT321 und umfasst den gesamten politischen Bezirk Tamsweg.

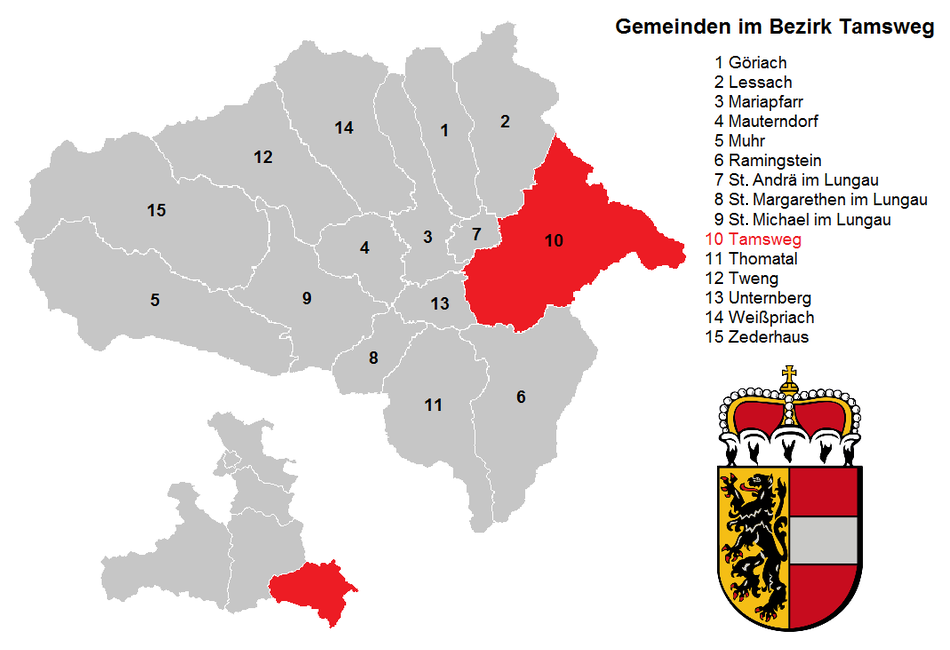
Gemeinden des Bezirks Tamsweg

| Gemeinde                  | Lage | Ew    | km²    | Ew / km² | Gerichtsbezirk | Region | Typ             | Metadaten         |
| ------------------------- | ---- | ----- | ------ | -------- | -------------- | ------ | --------------- | ----------------- |
| Göriach                   |      | 339   | 44,15  | 7,7      | Tamsweg        |        | Gemeinde        | Gem.Kennz.: 50501 |
| Lessach                   |      | 542   | 72,23  | 7,5      | Tamsweg        |        | Gemeinde        | Gem.Kennz.: 50502 |
| Mariapfarr                |      | 2.507 | 47,36  | 53       | Tamsweg        |        | Markt- gemeinde | Gem.Kennz.: 50503 |
| Mauterndorf               |      | 1.591 | 32,71  | 49       | Tamsweg        |        | Markt- gemeinde | Gem.Kennz.: 50504 |
| Muhr                      |      | 490   | 115,96 | 4,2      | Tamsweg        |        | Gemeinde        | Gem.Kennz.: 50505 |
| Ramingstein               |      | 1.060 | 94,15  | 11       | Tamsweg        |        | Gemeinde        | Gem.Kennz.: 50506 |
| St. Andrä im Lungau       |      | 768   | 10,50  | 73       | Tamsweg        |        | Gemeinde        | Gem.Kennz.: 50507 |
| St. Margarethen im Lungau |      | 778   | 24,47  | 32       | Tamsweg        |        | Gemeinde        | Gem.Kennz.: 50508 |
| St. Michael im Lungau     |      | 3.527 | 68,80  | 51       | Tamsweg        |        | Markt- gemeinde | Gem.Kennz.: 50509 |
| Tamsweg                   |      | 5.784 | 117,38 | 49       | Tamsweg        |        | Markt- gemeinde | Gem.Kennz.: 50510 |
| Thomatal                  |      | 331   | 75,71  | 4,4      | Tamsweg        |        | Gemeinde        | Gem.Kennz.: 50511 |
| Tweng                     |      | 246   | 86,54  | 2,8      | Tamsweg        |        | Gemeinde        | Gem.Kennz.: 50512 |
| Unternberg                |      | 1.024 | 18,95  | 54       | Tamsweg        |        | Gemeinde        | Gem.Kennz.: 50513 |
| Weißpriach                |      | 297   | 80,21  | 3,7      | Tamsweg        |        | Gemeinde        | Gem.Kennz.: 50514 |
| Zederhaus                 |      | 1.176 | 130,56 | 9        | Tamsweg        |        | Gemeinde        | Gem.Kennz.: 50515 |